# Gimnazijada
Gimnazijada ili Svjetska gimnazijada međunarodno je višešportsko natjecanje koje organizira Svjetski savez školskog športa (ISF). To je najveće i najposjećenije natjecanje športaša gimnazijalaca i srednjoškolaca na cijelom svijetu. Na Igrama mogu nastupiti športaši od 13 do 18 godine koji pohađaju gimnaziju ili neku srednju školu.
Na svakoj gimnazijadi održavaju se natjecanja u četiri osnovna športa: atletici, ritmičkoj gimnastici, umjetničkoj gimnastici i plivanju. ostali športovi su dodatni ili pokazni (demonstracijski) športovi koji se mogu organizirati na pojedinim Igrama kao trampolin ili aerobik. prema pravilima ISAF-a, na Igrama smiju se održavati natjecanja u 34 športa (17 muških i 17 ženskih). U svim športovima postoji ravnopravnost spolova i jednaki broj dsiciplina i natjecanja. Pokazni športovi su judo, hrvanje, šah, tenis i streljaštvo.
Prvo izdanje Igara održano je u njemačkom gradu Wiesbadenu od 23. do 28. rujna 1974. godine. Atletika je na program Igara uvrštena na drugim igrama 1976. u francuskom Orléansu. Do 9. izdanja igre su održavane svake dvije godine, a od tog izdanja igre se održavaju svake četiri godine.
Igrači koji su nastupali na Gimnazijadi imaju prednost za kvalifikacije na Univerzijadu.

## Ostalo
- Gimnaestrada je međunarodna gimnastička priredba koja se održava približno svake 4 godine (u godini prije ili nakon OI) i na kojoj se, bez natjecanja i ocjenjivanja, prikazuju metode, oblici i dostignuća tjelesnoga vježbanja. Prva gimnaestrada održana je 1953. u Rotterdamu.[3]